# 5036 Tuttle
Az 5036 Tuttle (ideiglenes jelöléssel 1991 US2) a Naprendszer kisbolygóövében található aszteroida. Ueda Szeidzsi és Kaneda Hirosi fedezte fel 1991. október 31-én.